# (1434) Margot
Ne doit pas être confondu avec (1175) Margo.
(1434) Margot est un astéroïde évoluant dans la ceinture principale, découvert le 19 mars 1936 par l'astronome russe Grigori Néouïmine depuis l'observatoire de Simeiz.
Il est nommé en l'honneur de Gertrud Margot Görsdorf (1915-1990), amie de l'astronome Wilhelm Gliese qui proposa ce nom.
Il ne doit pas être confondu avec un autre astéroïde, (1175) Margo.